# Macario Vitalis
Pour les articles homonymes, voir Vitalis.
Macario Vitalis (1898-1989) est un peintre philippin qui a travaillé en France des années 1920 au milieu des années 1980, et plus particulièrement à Puteaux puis Plestin-les-Grèves (Côtes-d'Armor) en Bretagne, petite ville côtière dont il apprécie tout particulièrement les paysages et la lumière.

## Biographie
Après des études dans les écoles des Beaux Arts de San Francisco et Philadelphie, il arrive en France au milieu des années 1920. Il appartient alors à l'école de Paris et peint la butte Montmartre et ses abords. Dans les années 1930, il s'installe à Puteaux et fréquent assidument Camille Renault et les artistes qui l'entourent. Ayant un passeport américain du fait de son appartenance au Commonwealth des Philippines, il est interné par les Allemands de 1941 à 1944 au Camp de Royallieu à Compiègne. Son premier contact avec la Bretagne a lieu en 1946, à la suite de sa participation à une colonie de vacances. Il s'y installe en 1957, jusqu'à son retour aux Philippines où il meurt en 1989.
Influencé par Jacques Villon, au début de sa carrière, il adopte un style inspiré du cubisme avant de revenir à un style inspiré par l'impressionnisme puis par le pointillisme. Certaines de ses œuvres sont marquées par l'abstraction. Il s'attache à représenter des lieux bien connus des Plestinais (le Pont Moallic, le manoir de la Tour d'Argent, la balise rouge du Pichodour à Toul an Héry, etc.). Il représente aussi des scènes religieuses (en particulier des crucifixions), de vie quotidienne (orchestre, ballerines) et quelques portraits.
Il appartient nettement à l'école bretonne de l'après-guerre mais aussi à la peinture philippine, même s'il a quitté son pays très jeune pour y revenir mourir très tard. Il connaît la célébrité à la fin de sa vie, juste avant son retour dans son pays natal. Une rétrospective de son œuvre est organisée à Plestin et l'ambassadeur des Philippine Philippines en France ainsi que la télévision philippine s'y déplacent.
Une exposition rétrospective est organisée à l'alliance française de Manille en mars 2011 et une sur sa période bretonne à Plestin-les-Grèves du 20 juillet au 15 août 2016.
La Poste française lui consacre en juin 2017 un timbre-poste à l'occasion du 70e anniversaire des relations diplomatiques entre la France et la République des Philippines.
Un article d'Yves Coativy paru en 2015 fait la synthèse de son œuvre breton.

## Œuvres en collections publiques

### Artothèque de Puteaux, La maison de Camille
On peut voir des tableaux de ce peintre à l'artothèque de Puteaux, " La maison de Camille " :
- Vue de l'hôtel de ville, jour de marché
- Assemblée de 11 personnages dont Camille Renault
- Vue d'une église (1941)
- Le colonel Lyautey et le palais de Rabat
- Vue d'un village normand
- La boulangerie Bourbonneux
- Le cabaret
- Le restaurant de Camille Renault
- Vue de Paris et portrait de Camille Renault.

### Musée de La Roche-sur-Yon
- La place Pigalle, sanguine de 1933, acquise en 1947. Ancienne appartenance : Amédée Gauvrit, n° d'inventaire : 47 1 19.

### Mairie de Plestin-les-Grèves
On peut voir à la mairie de Plestin :
- Vue du pays de Plestin
- Église et manoirs de Plestin
- Portrait d'une Plestinaise.

### Ambassade des Philippines à Paris
- Un tableau représentant un Groupe de personnages, propriété de l'ambassade des Philippines à Paris, a servi de modèle pour le timbre franco-philippin émis en juin 2017[9].